# Cratere Winema
Winema  è un cratere sulla superficie di Venere. Deve il proprio nome a Winema (nome indigeno Nannookdoowah, nome coloniale Toby Riddle; 1848-1932), mediatrice del popolo modoc.